# Sue Kameli
Sue Kameli, född 17 september 1956, är en friidrottare från Kanada. Hon deltog vid olympiska sommarspelen 1976 och olympiska sommarspelen 1984.